# Kreuzknock
Kreuzknock ist ein Gemeindeteil des Marktes Presseck im Landkreis Kulmbach (Oberfranken, Bayern). Kreuzknock liegt in der Gemarkung Heinersreuth.

## Geografie
Die Einöde liegt am Südhang des Schnebeser Knocks (681 m ü. NHN) an der Staatsstraße 2211,  die zur Staatsstraße 2195 bei Schnebes (0,6 km südöstlich) bzw. nach Löhmarmühle verläuft (1,8 km nördlich).

## Geschichte
Mit dem Gemeindeedikt wurde Kreuzknock dem 1808 gebildeten Steuerdistrikt Heinersreuth und der im selben Jahr gebildeten Ruralgemeinde Heinersreuth zugewiesen. Bei der Vergabe der Hausnummern erhielt Kreuzknock die Nummer 36 des Ortes Elbersreuth. Am 1. Januar 1978 wurde Kreuzknock im Rahmen der Gebietsreform in die Gemeinde Presseck eingegliedert.

### Einwohnerentwicklung
| Jahr      | 001818 | 001819 | 001861 | 001871 | 001885 | 001900 | 001925 | 001950 | 001961 | 001970 | 001987 |
| Einwohner |        | 3      | 10     | 10     | 9      | 11     | 12     | 8      | 2      | 2      | 2      |
| Häuser    | 1      |        |        |        | 1      | 1      | 1      | 1      | 1      |        | 1      |
| Quelle    | [ 5 ]  | [ 9 ]  | [ 10 ] | [ 11 ] | [ 12 ] | [ 13 ] | [ 14 ] | [ 15 ] | [ 16 ] | [ 17 ] | [ 1 ]  |

## Religion
Kreuzknock ist seit der Reformation gemischt konfessionell. Die Protestanten sind nach Heilige Dreifaltigkeit (Presseck) gepfarrt, die Katholiken waren ursprünglich nach St. Jakobus der Ältere (Enchenreuth) gepfarrt, seit Mitte des 20. Jahrhunderts ist die Pfarrei St. Petrus Canisius (Presseck) zuständig.